# Буш, София
София Анна Буш (англ. Sophia Anna Bush; род. 8 июля 1982, Пасадина, Калифорния, США) — американская актриса и активистка.

## Биография
София Буш родилась в Пасадине (Калифорния). Она начала карьеру в школьном театральном кружке. Получив титул «Мисс Пасадина», Буш быстро привлекла внимание Голливуда.

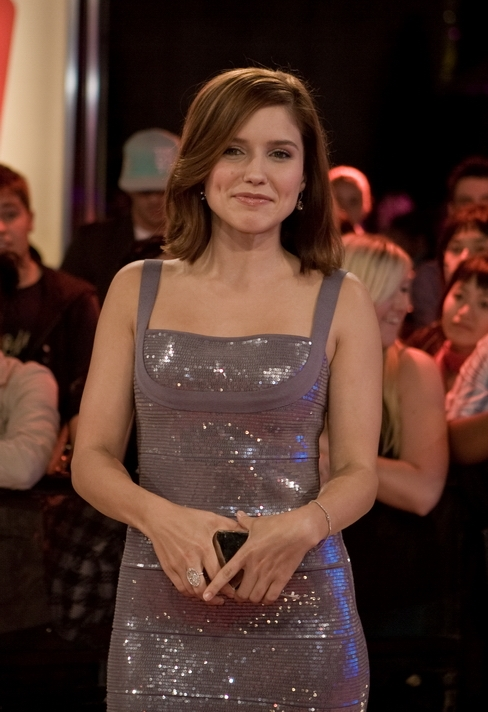
Буш на Международном кинофестивале в Торонто, 5 сентября 2008 года

Её первая роль была в фильме «Ван Вайлдер — король вечеринок» (Van Wilder, 2002), София играла новичка в колледже, которая предоставила комнату персонажу Райана Рейнольдса. Также София Буш сыграла Брук Дэвис, стервозного капитана группы поддержки в сериале «Холм одного дерева». Она также появилась в фильме «Точка возгорания» (Point of Origin, 2002) с Рэем Лиоттой и Джоном Легуизамо. Буш появилась в трех эпизодах драмы «Части тела» (Nip/Tuck) в роли девушки-бисексуалки. Она также появилась в качестве гостя в сериале «Сабрина — маленькая ведьма». В спортивном фильме «Суперкросс» («Supercross», 2005) София сыграла одну из главных ролей вместе с Дэрил Ханной и Робертом Патриком.
В более свежих фильмах, таких как: «Джон Такер должен умереть» (John Tucker must die, 2006); «Остаться в живых» (Stay Alive, 2006); «Попутчик» (The Hitcher, 2007), София сыграла с такими знаменитыми актёрами как: Шон Бин, Джесси Меткалф, Бриттани Сноу и Фрэнки Муниc.
В 2013 году снялась в клипе группы Passion Pit на песню «Carried Away».
4 января 2014 года в эфир вышла серия передачи «Разрушители легенд», в которой в одном из трюков София была добровольцем на роль «Принцессы Леи».
Озвучила супергероя Карен (Пустоту) в вышедшем в 2018 году мультфильме «Суперсемейка 2».
В 2019 году Буш запустила свой собственный подкаст под названием «Работа продолжается».
В 2020 году она появилась в роли Вероники в сериале «С любовью, Виктор». С 2021 года Буш является соведущей подкаста Drama Queens вместе со своими бывшими коллегами Хилари Бертон Морган и Бетани Джой Ленц. В апреле 2023 года было объявлено, что Буш дебютирует в Вест-Энде. Сославшись на проблемы со здоровьем, Буш объявила, что больше не будет участвовать в съемках.
В 2023 году Буш появилась в сериале «Семейная вражда знаменитостей», соревнуясь с Гейл Кинг и ее командой.

## Личная жизнь
В мае 2004 года Буш обручилась с Чадом Майклом Мюрреем, коллегой по сериалу «Холм одного дерева». Они поженились 16 апреля 2005 года в Санта-Монике, Калифорния. В сентябре 2005 года, после пяти месяцев брака, Буш и Мюррей объявили о расставании. В феврале 2006 года Буш подала документы на аннулирование брака, в качестве причины указав мошенничество, однако её апелляция была отклонена. В декабре 2006 года бракоразводный процесс был официально завершён.
С 2006 по 2007 встречалась с актёром Джоном Фостером. После расставания они остались друзьями. С 2008 по 2009 встречалась с актёром, Джеймсом Лафферти. C 2010 по 2012 состояла в отношениях с актёром, Николсом Остином. С 2013 по 2014 встречалась с менеджером программы из компании Google, Даниэлом Фрединбургом. После расставания они остались друзьями. Его смерть в 2015 году потрясла её. С 2014 по 2016 встречалась с Джесси Ли Соффером. В мае 2020 стала встречаться с бизнесменом, Грантом Хьюзом. В августе 2021 года они объявили о помолвке в Instagram. 11 июня 2022 года они поженились в Музее искусств Филбрук. 4 августа 2023 года Буш подала на развод после 13 месяцев совместной жизни с Хьюзом.
В апреле 2024 года Буш подтвердила свои отношения с Эшлин Харрис и назвала себя квиром в статье Glamour, которую она сама написала.
8 января 2011 года в Тусоне, штат Аризона, во время покушения на члена палаты представителей США Габриэль Гиффордс, погибла 9-летняя троюродная сестра Буш Кристина Тейлор Грин.

## Фильмография
| Год       |     | Русское название               | Оригинальное название        | Роль             |
| --------- | --- | ------------------------------ | ---------------------------- | ---------------- |
| 2002      | ф   | Король вечеринок               | Van Wilder                   | Салли            |
| 2002      | тф  | Точка возгорания               | Point of Origin              | Кэрри            |
| 2003      | тф  |                                | The Flannerys                | Кети Флэннери    |
| 2003      | ф   | Сабрина — маленькая ведьма     | Sabrina, the Teenage Witch   | Фейт Маккензи    |
| 2003      | ф   |                                | Learning Curves              | Бэт              |
| 2003      | ф   | Части тела                     | Nip/Tuck                     | Ридли            |
| 2003—2012 | с   | Холм одного дерева             | One Tree Hill                | Брук Дэвис       |
| 2005      | ф   | Суперкросс                     | Supercross                   | Зои Лэнг         |
| 2006      | ф   | Остаться в живых               | Stay Alive                   | Октобер          |
| 2006      | ф   | Сдохни, Джон Такер!            | John Tucker Must Die         | Бэт              |
| 2007      | ф   | Попутчик                       | The Hitcher                  | Грейс            |
| 2008      | ф   | Круг избранных                 | The Narrows                  | Кэти Попович     |
| 2009      | ф   | Столик на троих                | Table for Three              | Мэри             |
| 2010      | ф   | Южный дискомфорт               | Southern Discomfort          | Хейли            |
| 2011      | с   | Финес и Ферб                   | Phineas and Ferb             | Сара             |
| 2011      | ф   | Как выйти замуж за миллиардера | Chalet Girl                  | Хлоя             |
| 2011      | кор |                                | Mob Wives                    | Карла Фаччиоло   |
| 2012      | кор |                                | Mob Wives 2: The Christening | Карла Фаччиоло   |
| 2012      | с   | Партнёры                       | Partners                     | Эли              |
| 2013—2017 | с   | Пожарные Чикаго                | Chicago Fire                 | Эрин Линдси      |
| 2014—2017 | с   | Полиция Чикаго                 | Chicago PD                   | Эрин Линдси      |
| 2015—2017 | с   | Медики Чикаго                  | Chicago Med                  | Эрин Линдси      |
| 2017      | ф   | Маршалл                        | Marshall                     | Дженнифер        |
| 2017      | с   | Правосудие Чикаго              | Justice Chicago              | Эрин Линдси      |
| 2018      | мф  | Суперсемейка 2                 | Incredibles 2                | Карен (Пустота)  |
| 2018      | с   | Стартап                        | Alex, Inc                    | Ванесса Стэнхоуп |
| 2019      | с   | Девственница Джейн             | Jane the Virgin              | Джули            |
| 2019      | с   | Проще простого                 | Easy                         | Александра       |
| 2019      | с   | Пьяная история                 | Drunk History                | Бонни Рэйнс      |
| 2019      | с   | Наблюдение                     | Surveillance                 | Мэдди Ярдли      |
| 2020      | с   | Это мы                         | This Is Us                   | Лиззи            |
| 2020      | ф   | Песня о любви к трудной удачи  | Hard Luck Love Song          | Карла            |
| 2020—2021 | с   | С любовью, Виктор              | Love, Victor                 | Вероника         |
| 2021      | ф   |                                | False Positive               | Корган           |
| 2022      | с   | Добрая Сэм                     | Good Sam                     | Саманта Гриффитс |

## Награды и номинации
| Год  | Премия                                     | Категория                               | Фильм или сериал                                                | Результат |
| ---- | ------------------------------------------ | --------------------------------------- | --------------------------------------------------------------- | --------- |
| 2005 | Teen Choice Awards                         | Лучшая актриса в драматическом сериале  | Холм одного дерева                                              | Номинация |
| 2006 | Teen Choice Awards                         | Лучшая актриса в драматическом сериале  | Холм одного дерева                                              | Номинация |
| 2007 | Teen Choice Awards                         | Лучшая актриса в комедии                | Сдохни, Джон Такер!                                             | Победа    |
| 2007 | Teen Choice Awards                         | Лучшая актриса в фильме ужасов/триллере | Попутчик                                                        | Победа    |
| 2007 | Teen Choice Awards                         | Женский прорыв                          | Попутчик и Сдохни, Джон Такер!                                  | Победа    |
| 2007 | Vail Film Festival                         | Восходящая звезда                       |                                                                 | Победа    |
| 2008 | Teen Choice Awards                         | Лучшая актриса в драматическом сериале  | Холм одного дерева                                              | Номинация |
| 2010 | Reality Care Achievement Awards            | Young Philanthropist Achievement Award  | Заслужила за благотворительность                                | Победа    |
| 2010 | Global Green USA Sustainable Design Awards | Entertainment Design                    | Заслужила за благотворительность (совместно с Остином Николсом) | Победа    |